# 征西日記
征西日記（せいせいにっき）は、元治元年（1864年）1月に第14代将軍徳川家茂が上洛した際、警護のためにこれに随行した幕臣・伊庭八郎が書き記した「御上洛御共之節旅中並在京在坂中萬事覚留帳面」を、後年、伊庭の親友だった中根香亭が活字化し出版したものである。
伊庭八郎の残した唯一の文章で、元治元年1月14日から同年6月25日まで、163日間の日記。

## 概要
征西日記の特徴は、京都・大坂など旅先で食べたものや行った場所、買った物等について記され、当時の幕臣の生活が窺える事にある。また公務関係についても記されており、公的文書などの内容が記されている割には、久坂玄瑞や高杉晋作など勤皇の志士と呼ばれる同世代の人物の日記にあるような時勢論については触れていない点も特徴と言え、虫歯で稽古を3日休んだり、鰻の味についての批評を行うなど、当時21歳であった伊庭八郎の等身大の姿が窺える内容もある。

## 掲載書籍
- 大塚武松 編「国立国会図書館デジタルコレクション 伊庭八郎征西日記」『維新日乗纂輯』日本史籍協会、1927年。
- 『維新日乗纂輯』（日本史籍協会編、東京大学出版会、1969年）
- 『幕末武士の京都グルメ日記 「伊庭八郎征西日記」を読む』（山村竜也、幻冬舎新書、2017年7月28日　ISBN 978-4344984653）※現代語訳
- 『朝涼や人より先へ渡りふね－伊庭八郎の『征西日記』の韜晦について』（草森紳一、新人物往来社、1978年）※「征西日記」を評し独自の見解を著した随筆